# Castello Scaligero (Villafranca di Verona)

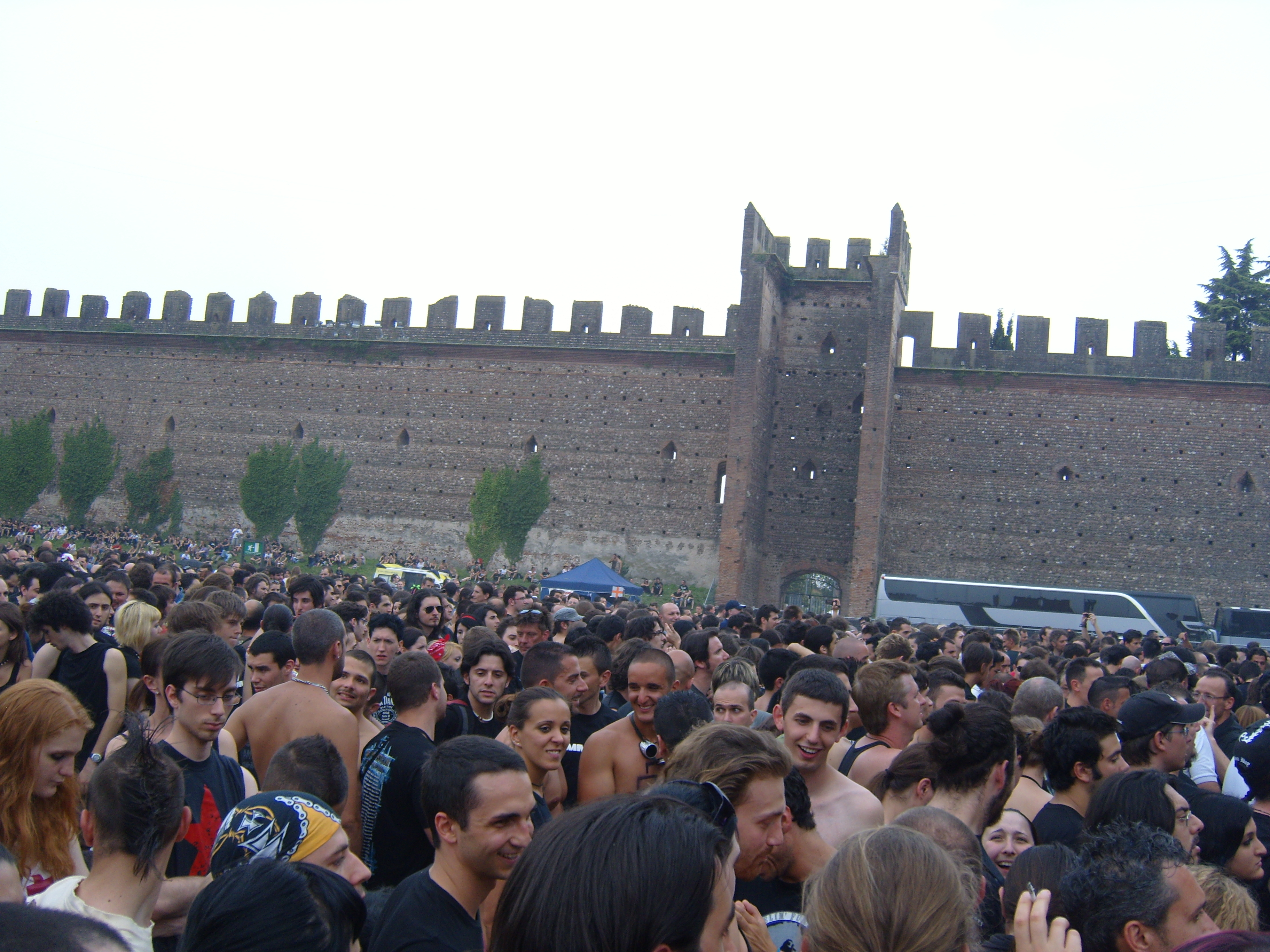
Publiek tijdens optreden van Rammstein (2010)

Het Castello Scaligero is een kasteel in Villafranca di Verona, een stad in de Noord-Italiaanse regio Veneto, nabij Verona. Sinds 1882 is het kasteel eigendom van de gemeente Villafranca di Verona. Het wordt gebruikt voor grote muziekevenementen.
Het oudste deel dateert van de jaren 1185-1202, de stichtingsjaren van Villafranca of Vrije Stad Verona. Na de middeleeuwen bleef het kasteel ongebruikt tot de twintigste eeuw.

## Naam
De naam verwijst naar het Huis della Scala of Scaliger, het regerende Huis der heren van Verona in de tweede helft 13e eeuw tot eind 14e eeuw. Zij waren de belangrijkste bouwheren.

## Historiek

### Voor het Huis della Scala
In 1185 besliste de stadsraad van Verona een vrije stad of Burgus Liber of Villa Franca op te richten, halfweg tussen Verona en Mantua. De nieuwe stad was vrijgesteld van fiscale verplichtingen doch moest als vooruitgeschoven post dienen tegen het opdringerige Mantua. De bouw van het kasteel en het dorp vonden plaats in de jaren 1185-1202, tegenaan het riviertje Tione. Binnen het kasteel verrezen er zeven kleine torens of torresini. Het kasteel moest een grote binnenplaats hebben om bevolking en veestapel onder te brengen in tijden van oorlog. Het was eerder een fort dan een residentieel kasteel. 
Mantua wendde de dreiging af door in 1242 Villafranca di Verona grotendeels te verwoesten. Enrico III da Egna, podestà van Verona, startte prompt de wederopbouw vanaf 1243. De centrale hoofdtoren werd verhoogd.

### Huis della Scala
Vanaf 1262 was het Huis della Scala aan de macht in Verona. Zij bouwden het kasteel fors uit, tot tegen de rivier aan. De bouwwerken vonden hoofdzakelijk plaats in de jaren 1345-1355. Er verrees een manoir of landhuis, wat erop wijst dat de familie della Scala er resideerde. De toegangspoort werd verstevigd. Het Castello Scaligero vormde een belangrijk verdedigingspunt in de zuidelijke verdedigingsgordel van de stadstaat Verona.

### Na het Huis della Scala
In 1405 gaf de stadstaat Verona zich over aan de republiek Venetië. Voor de Venetianen was het Castello Scaligero zonder strategisch nut. Het kasteel ging in verval. Sommige gebouwen werden gesloopt door de Venetianen, en later door de Habsburgers. Zo verdween de manoir. Wat de sloop overleefd heeft, is de kapel. De kapel bevat fresco’s uit de 13e eeuw met de kruisiging als thema. Drie schilderijen van Giambattista Lanceni (1659-1745) behandelen het Passieverhaal. Ook in de 19e eeuw werd de kapel verfraaid.
In 1882, na de eenmaking van Italië, kwam de gemeente Villafranca di Verona in bezit van het kasteel. De laatste restauratiewerken dateren van de jaren 1982-1995; het doel was het metselwerk te verstevigen om het gebouw veilig te maken voor de vele concertgangers die het kasteel kan opvangen.

## Shakespeare
In William Shakespeares tragedie Romeo en Julia, in het eerste bedrijf, komt het Castello Scaligero in Villafranca di Verona ter sprake. Escalus ofwel Bartolomeo della Scala, heer van Verona, wil de rivaliserende families Capulet en Montague scheiden. Die van Montague moeten naar het Castello Scaligero komen; hij zegt Voi Capuleti seguitemini e voi Montecchi, stasera vi troverete al vecchio castello di Villafranca, dove c’è il nostro tribunale ordinario.